# エストロゲン依存性症状
エストロゲン依存性症状（Estrogen-dependent condition, disease, disorder, or syndrome）は、体内のエストロゲン活性の存在に一部または全部が依存している、あるいは過敏な医学的状態を指す。
エストロゲン依存性症状には、乳房痛、乳腺線維症、乳腺房増殖、巨大乳房、女性化乳房、乳癌、女児の思春期早発症、肝斑、月経痛、子宮内膜症、子宮内膜増殖症、腺筋症、子宮筋腫、子宮体癌、卵巣癌、男性の肝硬変やクラインフェルター症候群などでの高エストロゲン症などが知られている。
このような症状は、タモキシフェンやクロミフェンなどの選択的エストロゲン受容体モジュレーター（SERM）、フルベストラントなどのエストロゲン受容体阻害薬、アナストロゾールやエキセメスタンなどのアロマターゼ阻害薬、リュープロレリン、セトロレリクスなどのゴナドトロピン放出ホルモン（GnRH）アナログ、ダナゾール、ゲストリノン、酢酸メゲストロール、酢酸メドロキシプロゲステロンなどの抗ゴナドトロピン薬等の抗エストロゲン作用を有する薬剤で治療する事が出来る。